# 民用波段无线电台

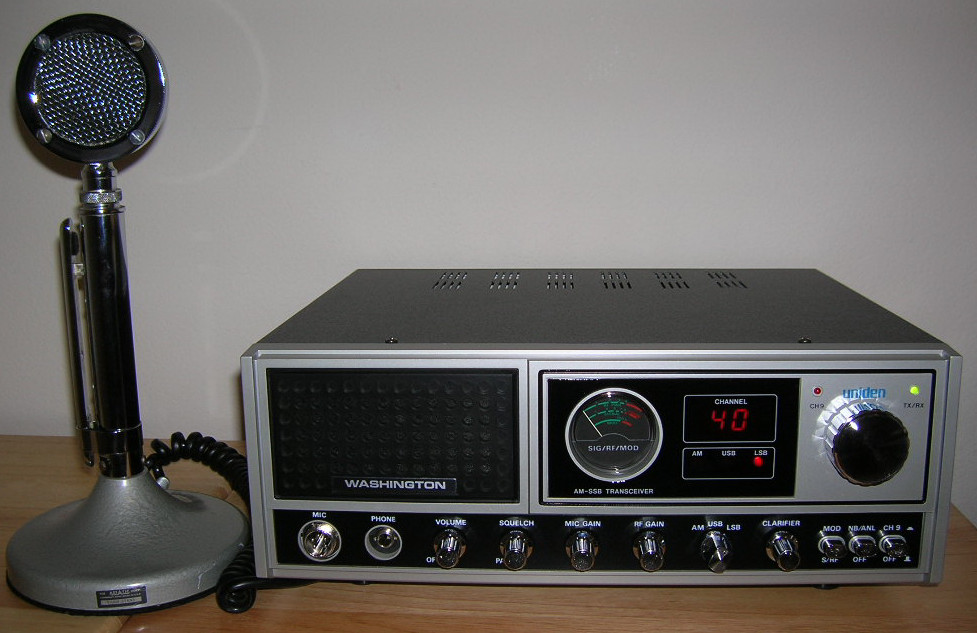
1980年代常见的民用波段无线电台的基站，需要配合室外天线使用。该基站由13.8 V DC供电，故也可以放在汽车上使用。放在他旁边的是Astatic Power D-104台式麦克风。

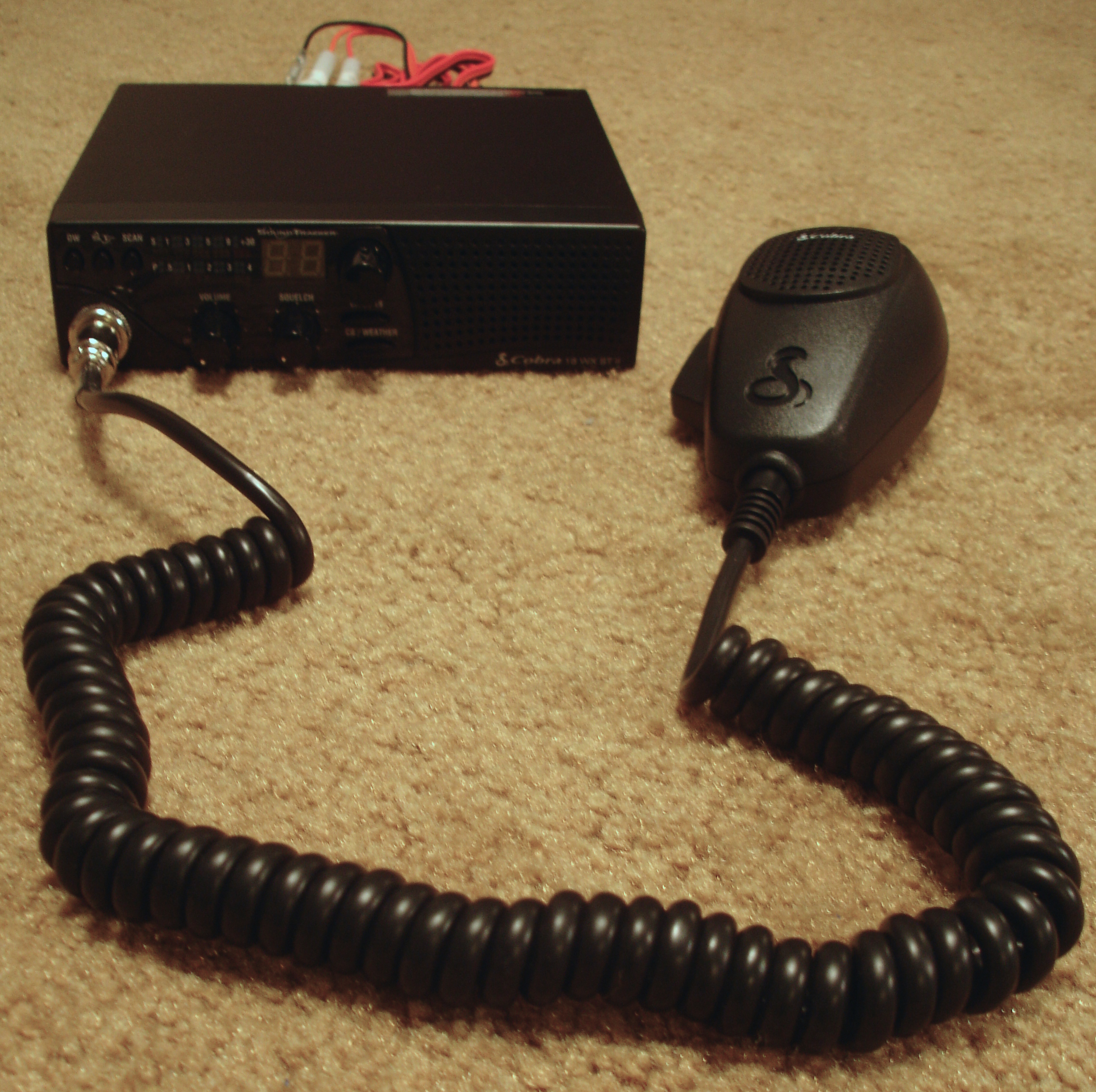
配备了麦克风的Cobra 18 WX ST II民用波段电台

民用波段无线电台（Citizens' Band Radio），简称CB电台、民用无线电台，是一种陆地移动无线电系统，使用双向通讯的无线电，运行于27MHz（11m）的高频（短波）频段，共分为40个频道，通过它可以实现个人之间的双向语音交流。民用波段不同于其他个人无线电服务，例如家庭无线电服务（FRS）、通用移动无线电服务（GMRS）、多用途无线电服务（MURS）、超高频民用波段无线电台（UHF CB）和业余无线电（“火腿”无线电）。在许多国家和地区，在这一频段操作不需要取得许可证，并且（不同于业余无线电）可以用于商业或个人通信。
像许多其他陆地移动无线电服务一样，同一个地区中的多个无线电台会共享一个频道，但每次仅允许一个电台发射信号。民用波段无线电台通常处于接收模式，以便于接收信道上其他无线电的传输。当使用者想要说话时，他们可以按下“Push-to-talk”（按下以发言）按钮然后说话，从而在频道上广播语音信号。因为同一个频道每次仅允许一个电台发射信号，所以同一频道的使用者必须轮流讲话。在欧盟国家和美国，民用无线电台发射器功率被限制在4瓦特以内。 因地形不同，民用无线电的射程最低为4.8公里，最高可达32公里，是一种视距内通讯方式；但是，由于各种无线电传播条件的差异，信号有时候也能传播到更远的地方。